# بات دونكان
بات دونكان (بالإنجليزية: Pat Duncan)‏ هو لاعب كرة قاعدة أمريكي، ولد في 6 أكتوبر 1893 في كالتون في الولايات المتحدة، وتوفي في 17 يوليو 1960 في جاكسون في الولايات المتحدة.

## وصلات خارجية
- بات دونكان على موقعبيزبول رفرنس.كوم (الدوري الرئيسي) (الإنجليزية)